# 扎盧日扎 (杜布羅維察區)
51°33′36″N 26°40′14″E / 51.56000°N 26.67056°E
扎盧日扎（烏克蘭語：Залужжя）是位於烏克蘭西北部里夫內州裏薩爾內區的村莊，始建於1629年，面積1.74平方公里，海拔高度142米，2001年人口1,744，人口密度每平方公里1,002.3人。